# Olympische Sommerspiele 1900/Teilnehmer (Schweden)
| Silbermedaillen | Bronzemedaillen | 3. |
| --------------- | --------------- | -- |
| —               | —               | 1  |

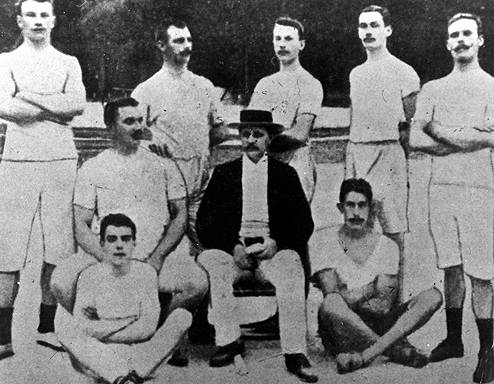
Die schwedische Olympiamannschaft 1900: stehend, von links: Staaf, Nilsson, Westergren, Blom, Nyström; Sitzend: Söderström, J. Berg (Kapitän); auf dem Boden: Fast, Lemming

Schweden nahm an den Olympischen Sommerspielen 1900 in Paris mit 13 Sportlern teil. Es war die zweite Teilnahme. Trotz der Personalunion mit Norwegen werden die schwedischen Ergebnisse einzeln vom IOK gezählt.

## Medaillengewinner

### Dritter
| Name       | Sportart       | Disziplin |
| ---------- | -------------- | --------- |
| Ernst Fast | Leichtathletik | Marathon  |

## Ergebnisse nach Sportart

### Fechten
| Disziplin | Platz | Name      | Runde 1             | Viertelfinale  | Hoffnungsrunde | Halbfinale     | Finale         |
| --------- | ----- | --------- | ------------------- | -------------- | -------------- | -------------- | -------------- |
| Florett   | 38    | Emil Fick | verloren durch Jury | nicht erreicht | nicht erreicht | nicht erreicht | nicht erreicht |

### Leichtathletik
| Disziplin | Platz | Name             | Vorrunde              | Halbfinale        | Hoffnungsrunde    | Finale         |
| --------- | ----- | ---------------- | --------------------- | ----------------- | ----------------- | -------------- |
| 60 Meter  | -     | Isaac Westergren | Unbekannt Gruppe 1    | nicht ausgetragen | nicht ausgetragen | nicht erreicht |
| 100 Meter | -     | Isaac Westergren | Unbekannt 4. Gruppe 5 | nicht erreicht    | nicht erreicht    | nicht erreicht |
| Marathon  | 3     | Ernst Fast       | nicht ausgetragen     | nicht ausgetragen | nicht ausgetragen | 3:37:14,0 h    |
| Marathon  | -     | Johan Nyström    | nicht ausgetragen     | nicht ausgetragen | nicht ausgetragen | DNF            |

| Disziplin       | Platz | Name              | Vorrunde             | Finale         |
| --------------- | ----- | ----------------- | -------------------- | -------------- |
| Weitsprung      | 11    | Tore Blom         | 5,77 Meter 11. Platz | nicht erreicht |
| Weitsprung      | 12    | Erik Lemming      | 5,5 Meter 12. Platz  | nicht erreicht |
| Dreisprung      | 7     | Erik Lemming      | nicht ausgetragen    | Unbekannt      |
| Dreisprung      | 7     | Karl Gustaf Staaf | nicht ausgetragen    | Unbekannt      |
| Hochsprung      | 4     | Erik Lemming      | nicht ausgetragen    | 1,7 Meter      |
| Hochsprung      | 8     | Tore Blom         | nicht ausgetragen    | 1,5 Meter      |
| Stabhochsprung  | 4     | Erik Lemming      | nicht ausgetragen    | 3,1 Meter      |
| Stabhochsprung  | 7     | Karl Gustaf Staaf | nicht ausgetragen    | 2,8 Meter      |
| Stabhochsprung  | 8     | August Nilsson    | nicht ausgetragen    | 2,6 Meter      |
| Standdreisprung | 5     | Karl Gustaf Staaf | nicht ausgetragen    | Unbekannt      |
| Kugelstoßen     | 6     | Gustaf Söderström | 11,18 Meter 6. Platz | nicht erreicht |
| Kugelstoßen     | 9     | August Nilsson    | 10,86 Meter 9. Platz | nicht erreicht |
| Diskuswurf      | 6     | Gustaf Söderström | 33,07 Meter 6. Platz | nicht erreicht |
| Diskuswurf      | 8     | Erik Lemming      | 32,50 Meter 8. Platz | nicht erreicht |
| Hammerwurf      | 4     | Erik Lemming      | nicht ausgetragen    | Unbekannt      |
| Hammerwurf      | 5     | Karl Gustaf Staaf | nicht ausgetragen    | Unbekannt      |

### Schwimmen
| Disziplin           | Platz | Name          | Halbfinale                  | Finale         |
| ------------------- | ----- | ------------- | --------------------------- | -------------- |
| 200 Meter Freistil  | 12    | Erik Eriksson | 3:05,8 min 4. Halbfinale 1  | nicht erreicht |
| 1000 Meter Freistil | 9     | Erik Eriksson | 17:41,2 min 2. Halbfinale 1 | 17:50,0 min    |
| 200 Meter Rücken    | 8     | Erik Eriksson | 4:05,4 min 4. Halbfinale 3  | 3:56,4 min     |